# Буряківка (Чортківський район)
Бурякі́вка (колишні Буряківці) — село в Україні, у Товстенській селищній громаді Чортківського району Тернопільської області, на річці Джурин, на сході району. До 2020 року центр сільради. Біля Буряківки був хутір Польський, який ліквідували 1940. Жителів вивезли у Сибір або переселили в Польщу. Населення — 800 осіб (2018).

## Історія
На околицях Буряківки виявлено  поховання сарматської культури ІІ століття до нашої ери. Воно знаходиться на високому плато з рівною поверхнею, над долиною ріки Джурин. Відкрите в 1970 році місцевими жителями, обслідуване Ю.Малєєвим. Також біля села виявлено тілопокладення та пам'ятки доби бронзи 
Перша писемна згадка 1666.
Південніше села Буряківка, на злитті із р. Джурин потоку Біла Кирниця, є присілок Слобідка, який позначений ще на карті Боплана (сер. 17 ст.), а на карті фон Міга (80-ті рр. 18 ст.) вказано, що Slobudka zu Burakowce gehorig (Слобідка, що належить Буряківцям). Очевидно, у давнину назва села була як «Буряківці».
27 серпня 1905 р. разом зі статею І. Франка “Галицький селянський страйк в народній пісні” вперше була надрукована у недільному додатку до Віденської газети пісня “Чому така Буряківка сумна й невесела”.
Жителі села брали участь у збройній боротьбі проти радянських окупантів.
Після повернення радянської влади протягом 1944–1953 рр. за участь у національно-визвольній боротьбі ув’язнено 42 особи, виселено у Сибір 77 осіб, загинуло 36 борців ОУН і УПА. Серед учасників національно-визвольних змагань:
- чотовий куреня “Сірі Вовки” Василь (“Вуж”; 1904–1946) та підрайонна станична ОУН, політ’язень Вікторія (“Зірка”; 1924 р. н.) Лабанди,
- районний провідник ОУН Іван Заскоцький (“Бурий”; 1913–1945),
- організатор станиці ОУН Методій Мельник (“Сірий”; загинув 1945 р.),
- зв’язкові Ганна Бричка (“Береза”), Іван Гевик, Марія Данилюк (“Калина”), Василь, Павлина (“Іскра”) і Ярослав Жовтюки, Марія Ландюк (“Біла”),
- стрільці УПА Богдан Бойчук (“Береза”; 1926–1946), Степан Пушкар (“Сивий”; 1921–1944) і Петро Рудик (“Хмара”; 1921–1946).

5 січня 1946 повстанський підрозділ УПА під командуванням Дмитра Гуцула-"Сави" біля Буряківки влаштував засідку та знищив опергрупу Товстенського райвідділу НКВС, противник втратив 25 людей убитими, зокрема начальника райвідділу НКВС — майора Слєпцова.
Постановою Тернопільського облвиконкому від 16 січня 1946 р. виселялися зі своїх садиб усі мешканці села.
12 червня 2020 року, відповідно до розпорядження Кабінету Міністрів України № 724-р «Про визначення адміністративних центрів та затвердження територій територіальних громад Тернопільської області» увійшло до складу Товстенської селищної громади.
19 липня 2020 року, в результаті адміністративно-територіальної реформи та ліквідації Заліщицького району, увійшло до складу новоутвореного Чортківського району.

## Пам'ятки

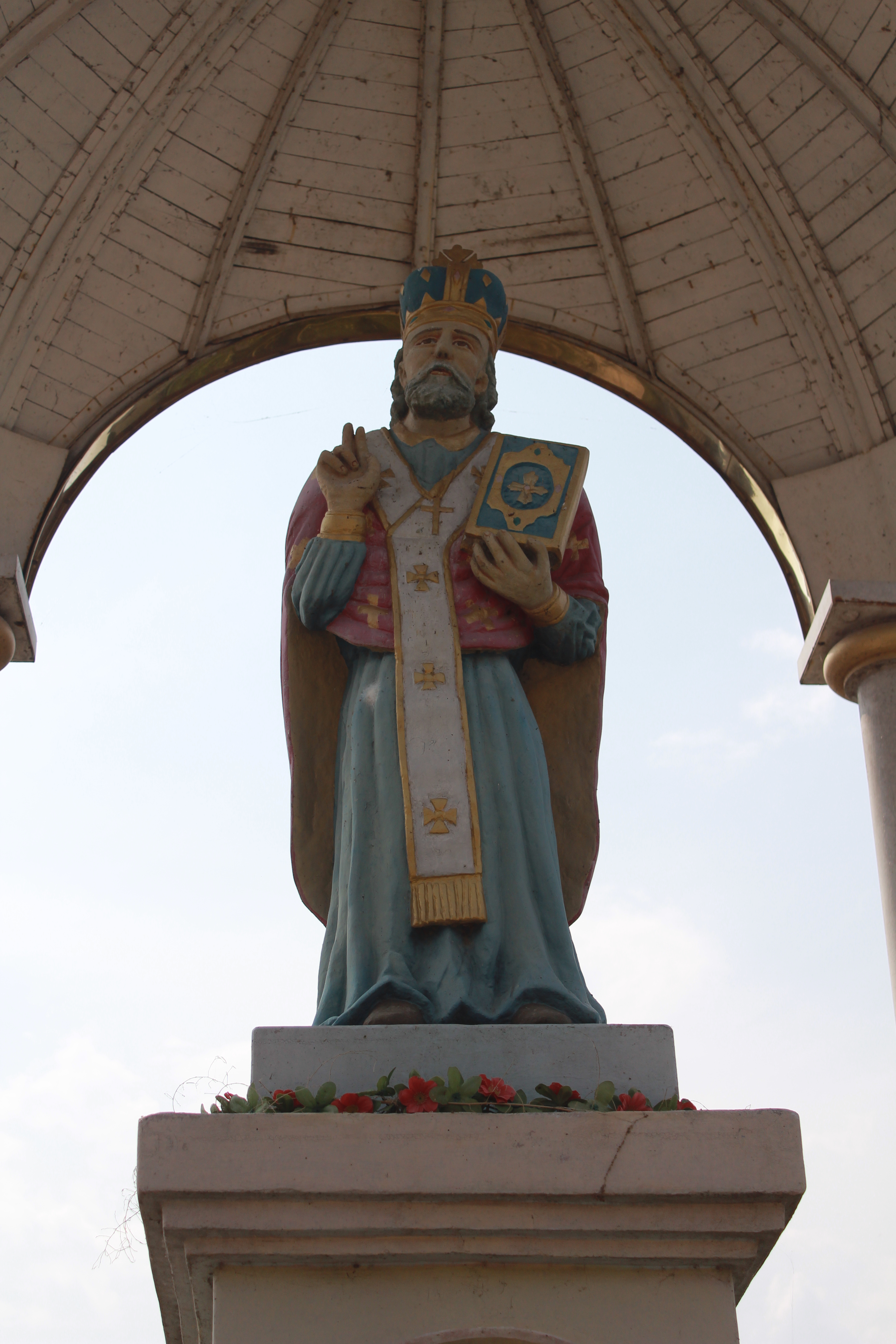
Скульптура св. Миколая, 1899 рік

Є церква Перенесення мощей Святого Миколая (1792; кам'яна), дві каплички (1991, 1992), «фігура» святого Миколая (кінець 19 століття; кам'яна).

## Пам'ятники
Споруджено кам'яний хрест на честь скасування панщини 1848, пам'ятник полеглим у німецько-радянській війні воїнам-односельцям (1967), насипано символічну могилу Борцям за волю України (1992).
Скульптура святого Миколая
Щойновиявлена пам'ятка історії у селі Буряківці Товстенської громади Чортківського району Тернопільської области України. Розташована на вулиці Українській, на початку села.
Виготовлена 1872 року самодіяльними майстрами з каменю.

## Соціальна сфера
Діють загальноосвітня школа І-ІІ ступенів, Будинок культури, бібліотека, 3 господарства — 2 фермерських і «Золота нива».

## Відомі люди

### Народилися
- Марія Гуменюк (Куземко) — українська громадсько-політична діячка, письменниця. Народний депутат України 1-го скликання.
- батьки американського кінорежисера Едварда Дмитрика.
- кандидат фізико-математичних наук Віталій Вістовський (1976 р. н.),
- військові Василь Дрофишин (1951 р. н.) та Іван Дорош (1957 р. н.),
- господарник, громадський діяч Василь Жовтюк (1957 р. н.),
  - кандидат технічних наук Богдан Костік (1954 р. н.),
  - заслужений працівник культури Степанія Кучерко (1946 р. н.),
  - лікар Василь Оскоріп (1961 р. н.),
  - вчений у галузі економіки Микола Палюх (1957 р. н.);

## Галерея

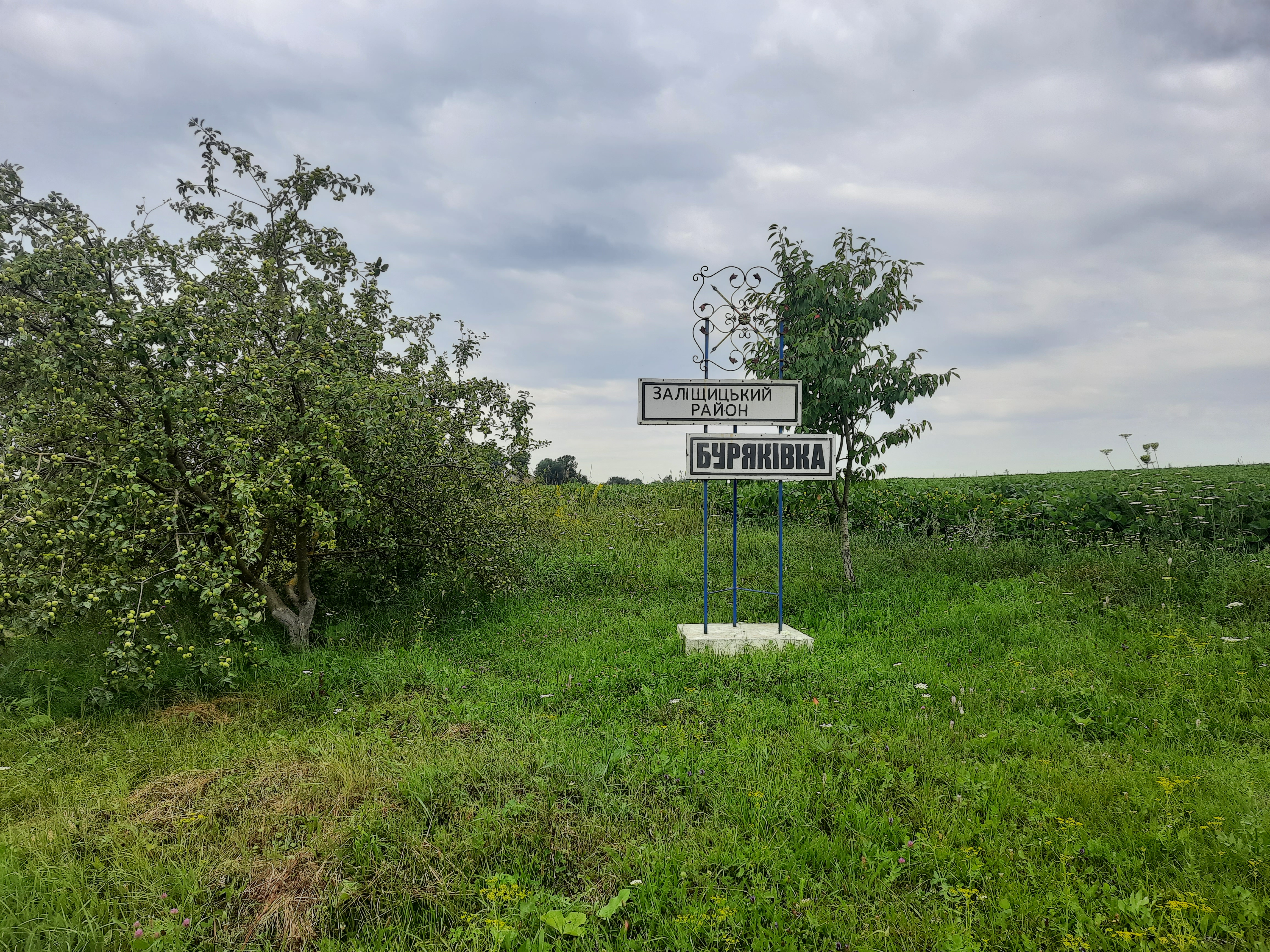
Знак при в'їзді в село
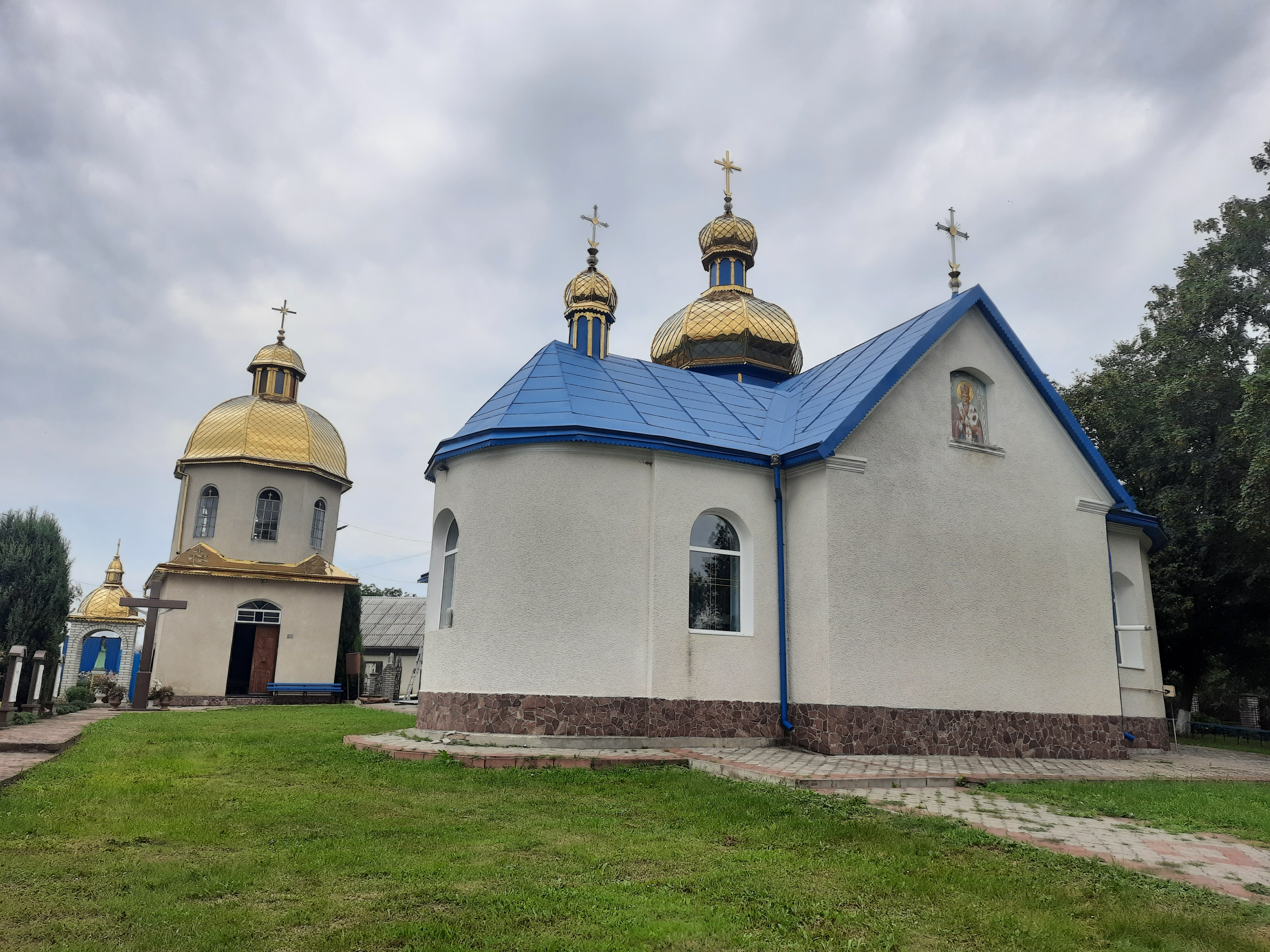
Церква Перенесення Мощей Святого Миколая
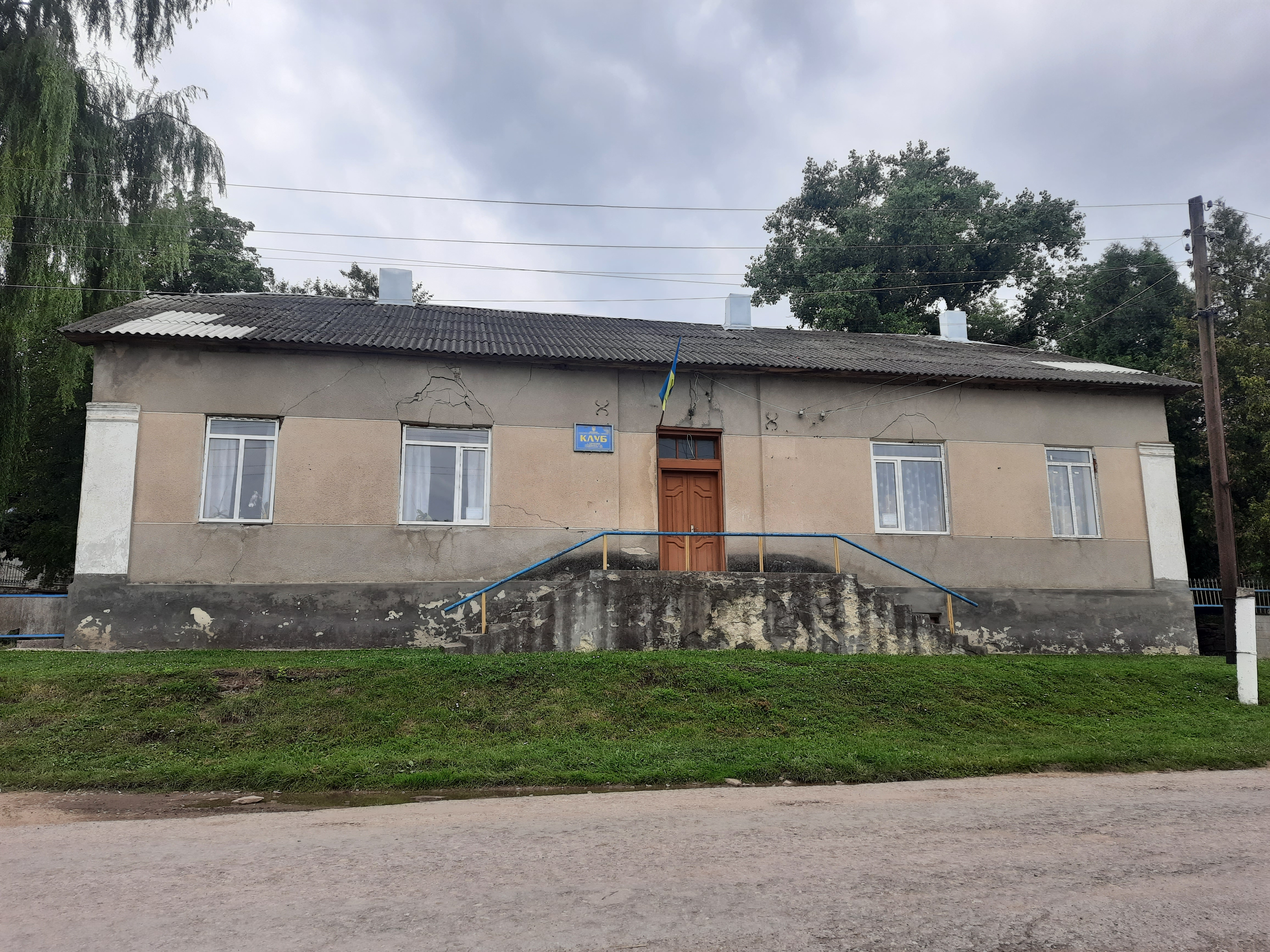
Клуб
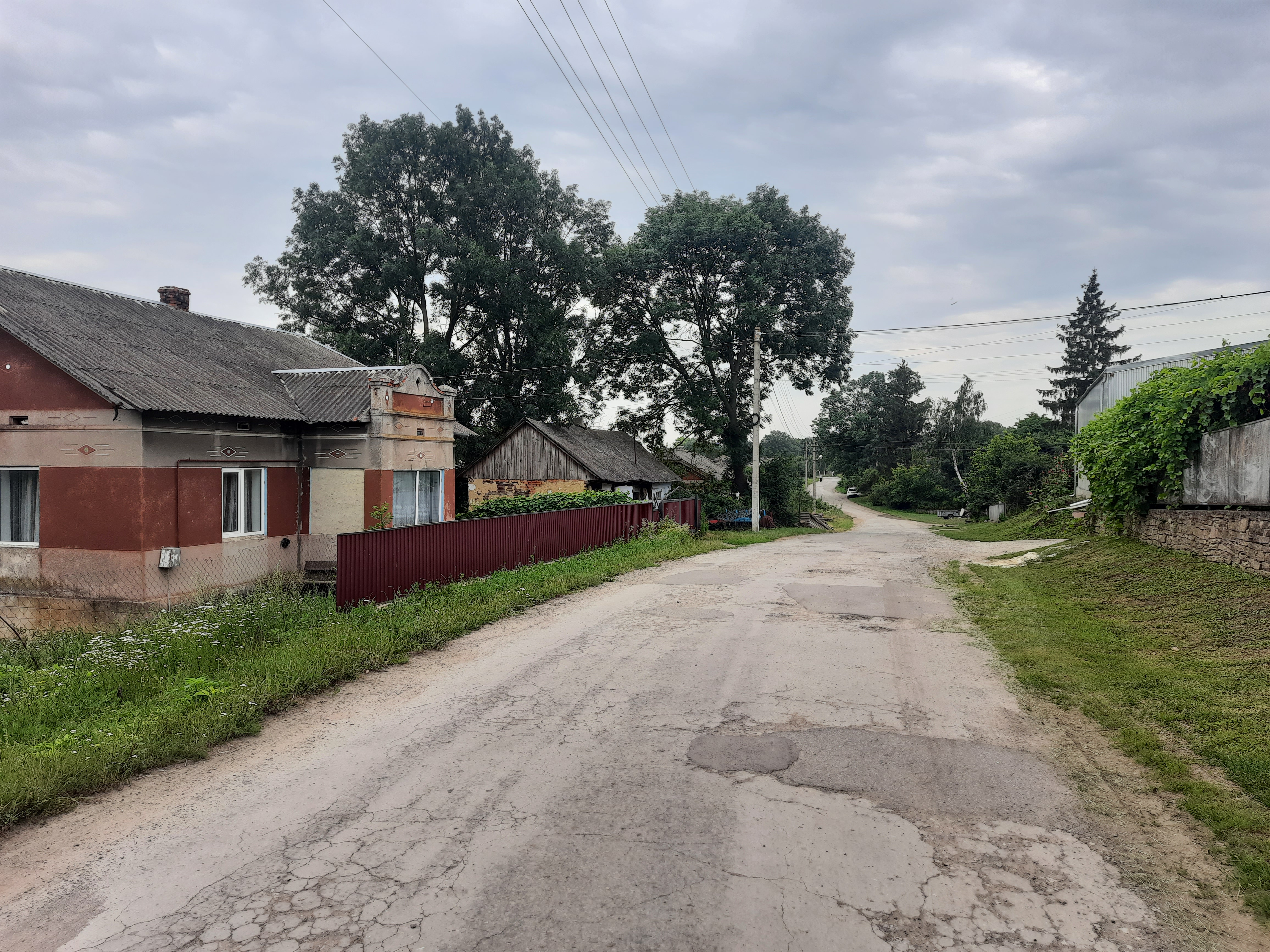
Сільська вулиця
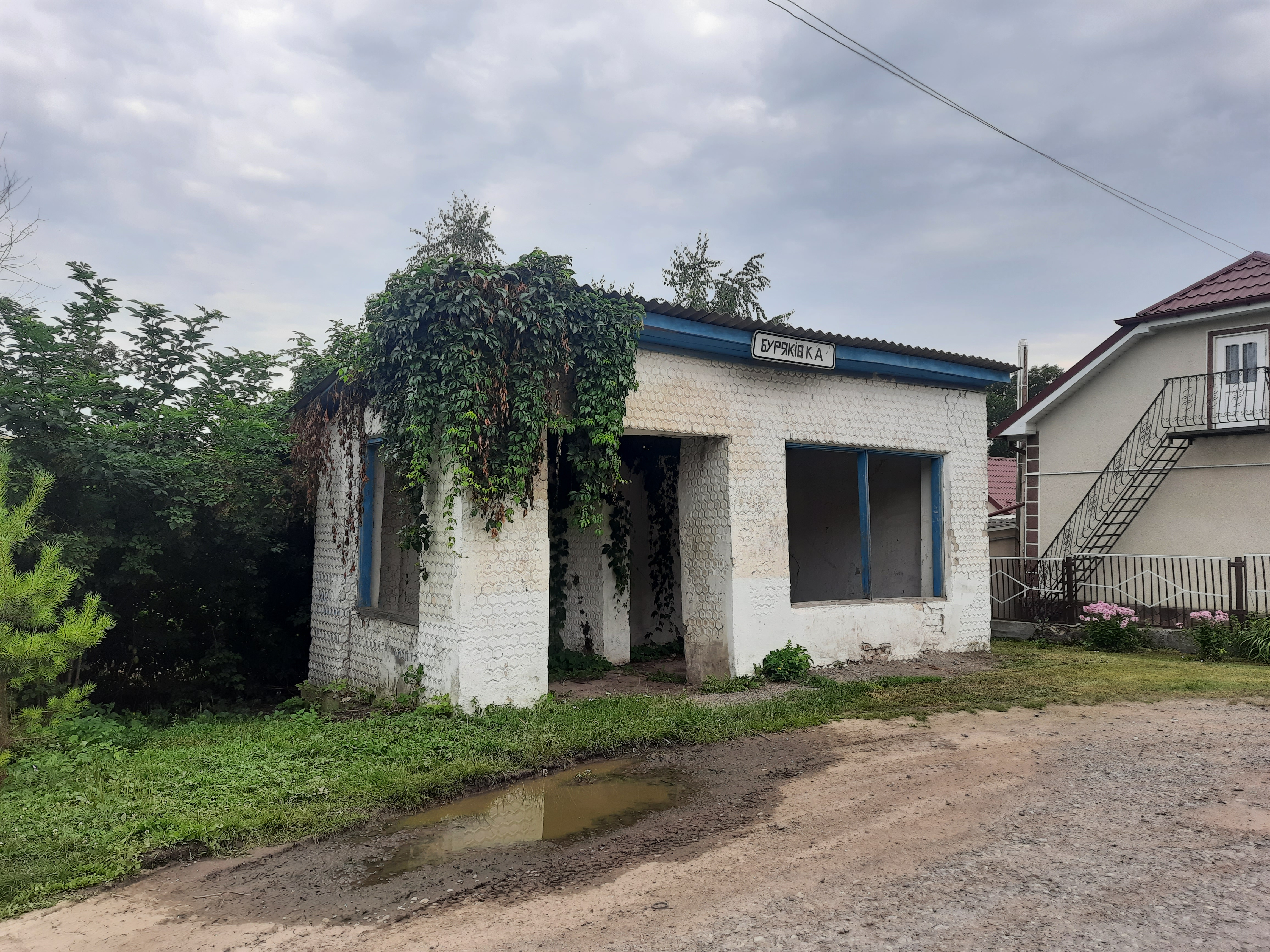
Автобусна зупинка